# حي الإنشاءات
حي الإنشاءات هو أحد أحياء مدينة حمص السورية.
يقع الحي في الطرف الجنوبي الغربي من المدينة، يحده من الجنوب حي بابا عمرو الذي يعد أكثر أحياء سوريا تقديماً للشهداء خلال الثورة السورية.
يعد شارع البرازيل من أهم شوارع الحي حيث يقسم الحي إلى قسمين، الإنشاءات القديمة والإنشاءات الجديدة (التوزيع الإجباري)، ويبدأ هذا الشارع بمشفى الرازي وينتهي في بداية باباعمرو قريباً من جامعة حمص، يتعامد شارع البرازيل مع طريق طرابلس الدولي.
يحوي الحي عدداً من المساجد المعروفة كجامعي قباء والفردوس، وعدداً من المشافي مثل مشفى الحكمة ومشفى الرازي، وفندق السفير الذي يعتبر من أرقى فنادق مدينة حمص.
يعدّ حي الإنشاءات المستقبل الأول للهواء الملوّث القادم من مصفاة حمص، لذلك يقال أن أهل هذا الحيّ يفتقدون للنشاط أكثر من غيرهم من أهل المدينة.